# Klasse (matematik)
 Denne artikel bør gennemlæses af en person med fagkendskab for at sikre den faglige korrekthed.

 For alternative betydninger, se Klasse. (Se også artikler, som begynder med Klasse)
Klasse er dels et begreb inden for mængdeteorien, dels i visse tilfælde synonymt med ordet mængde.
I mængdeteori er en klasse en samling objekter som ikke nødvendigvis opfylder teoriens aksiom for hvordan en mængde skal se ud. Alle mængder er klasser, men alle klasser er ikke mængder. Klasser som ikke er mængder kaldes ægte klasser. Eksempelvis er klassen af alle mængder en ægte klasse, ligesom klassen af alle kardinaltal. Man kan anvende en klasseterminologi som er analog med den for mængder, dvs man kan tale om delklasser og unioner af klasser etc, med den afgørende forskel er at en klasse ikke kan være element i nogen mængde eller i nogen anden klasse.
I Zermelo-Fraenkels aksiomer (ZFC), den formalisering af mængdeteorien som nu anses som den gængse, formaliseres begrebet klasse ikke, men kan sidestilles med begrebet egenskab. Der findes andre formaliseringer af mængdeteorien, for eksempel Gödel-Bernays aksiomsystem, hvor begrebet klasse er formaliseret i sproget. Man kan vise at Gödel-Bernays aksiom er konservativt i forhold til ZFC, dvs. hver sætning formulerbar i sproget for ZFC som kan afgøres i Gödel-Bernays system, kan allerede afgøres i ZFC.
| Matematik | Spire Denne artikel om matematik er en spire som bør udbygges. Du er velkommen til at hjælpe Wikipedia ved at udvide den. |